# 신성 로마 제국의 제국관

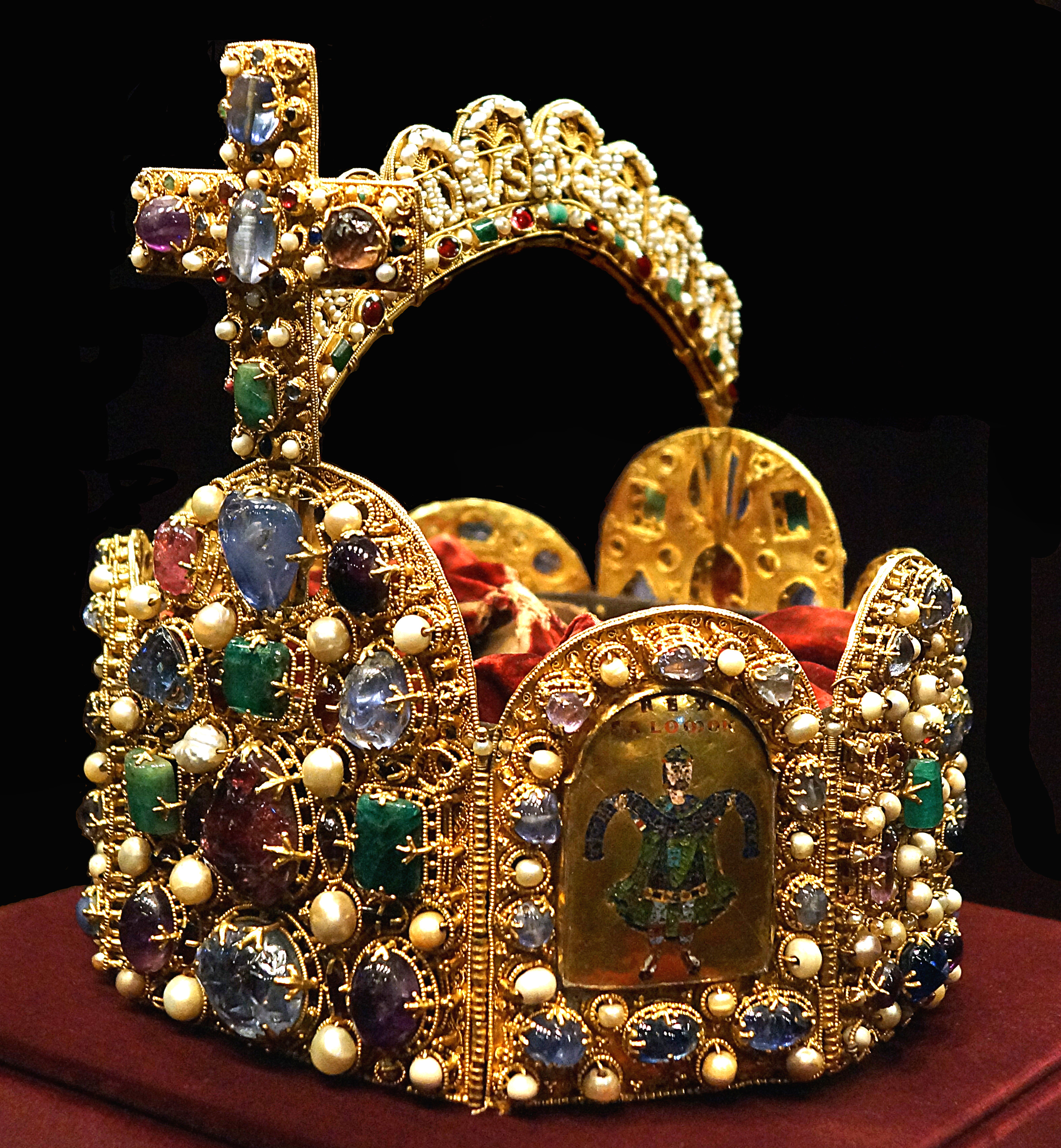
신성 로마 제국의 제국관

신성 로마 제국의 제국관(독일어: Reichskrone 라이히스크로네[*])은 11세기부터 1806년 신성 로마 제국의 해체 때까지 신성로마황제가 사용한 제관이다. 로마인의 왕 대관식 때 사용된 대관보기(제국보기)였다. 10세기 말에서 11세기 초 사이에 제작된 것으로 생각된다. 일반적인 관들과 달리 원형이 아닌 팔각형 모양을 하고 있으며, 여덟 개의 판을 경첩으로 연결해 만들었다. 전면에는 십자가가 솟아 있고 십자가에 연결된 홍예 하나가 관 뒤쪽을 향해 뻗어 있다. 현재 오스트리아 빈 호프부르크의 황실내탕고에서 보관, 전시 중이다.

## 같이 보기
- 제관